# Anhängersteckdose

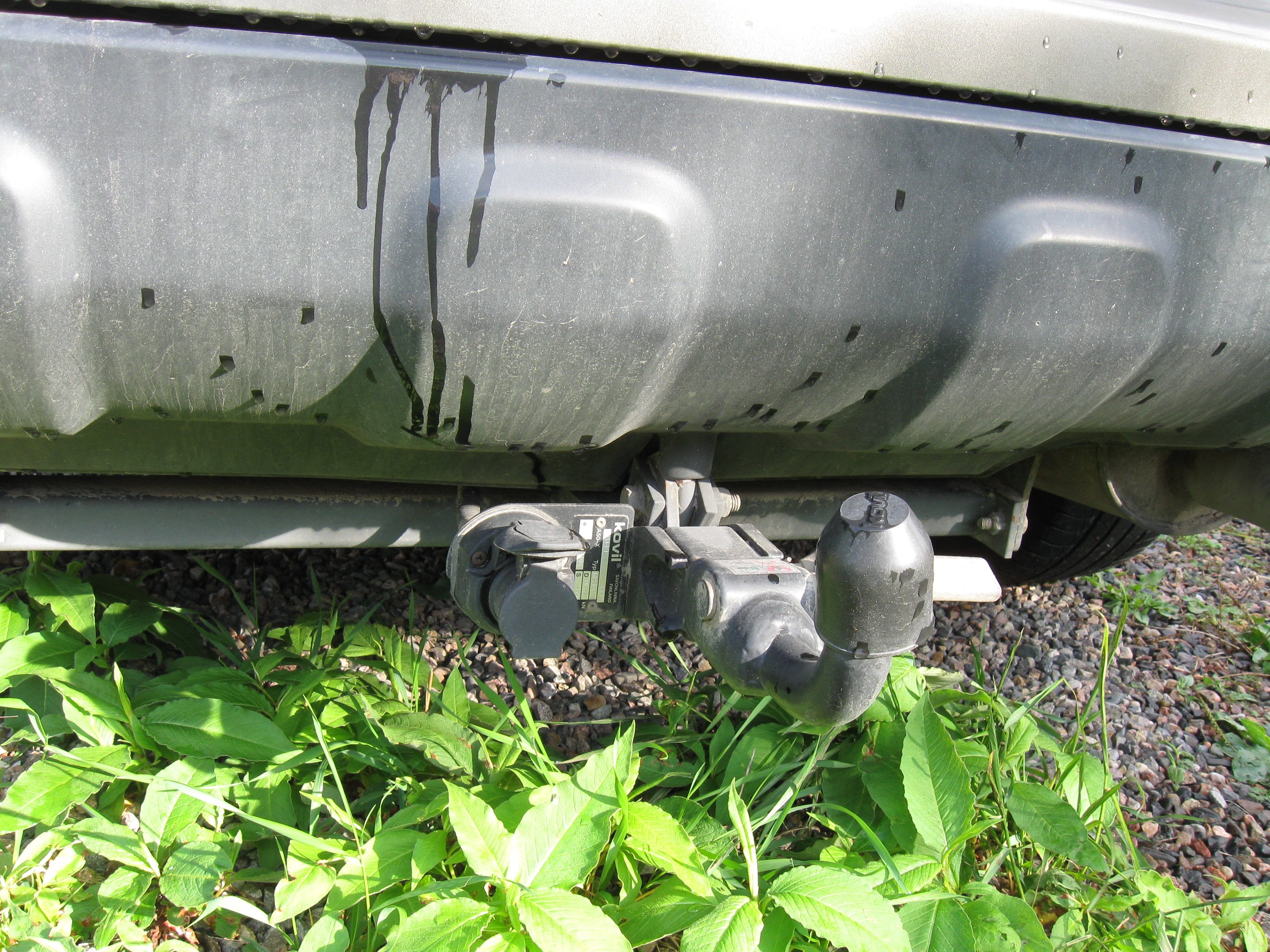
Anhängerkupplung mit Steckdose und 13-Pol auf 7-Pol Kurzadapter. Das Verbleiben von Adaptern setzt bei vielen Fahrzeugen die Nebelschlussleuchte des Zugfahrzeugs außer Funktion und ist daher unzulässig.

Die Anhängersteckdose ist ein Bestandteil einer vollständigen Anhängerkupplung. Sie hat vorrangig den Zweck, den Betrieb der Beleuchtungseinrichtungen nach den örtlichen Richtlinien zu ermöglichen. In Deutschland sind einzuhaltenden Richtlinien in der Straßenverkehrs-Zulassungs-Ordnung (StVZO) festgelegt. Für Anhängersteckdosen in Nordamerika und Australien gelten andere Standards, teils auch weitere örtlich einzuhaltende ISO-Normen.

## PKW
Die  Steckverbinder für Personenkraftwagen führen 12 Volt Nennspannung. Die 13-polige Steckverbindung nach ISO 11446 (System Jaeger) ist seit den späten 1980er Jahren obligatorisch, bei Altfahrzeugen können noch 7-polige Steckverbindungen für die Außenbeleuchtung nach ISO 1724 und ggf. zusätzlich für Anhänger-Innenbetriebszwecke solche nach ISO 3732 vorhanden sein. Es gibt Adapter zum Verbinden der beiden mechanisch zueinander inkompatiblen Systeme. Daneben gibt es die selteneren Multicon-Steckverbinder nach der niederländischen NEN 6120. Diese ist mit der ISO 1724 mechanisch kompatibel, beinhaltet zusätzlich kranzförmig die Kontakte 8 bis 13 der 13-poligen Steckverbindung nach ISO 11446.

### Mechanische Ausführung der 13-poligen Steckverbinder
Die 13-polige Steckverbindung nach ISO 11446 wird mittels eines Bajonettverschlusses bedient. Dazu besteht der Stecker aus dem Steckergehäuse und einem axial drehbaren Rastring mit angearbeitetem Dreifachbajonett.

#### Steckvorgang
Vor dem Steckvorgang den Stecker-Rastring am Steckerumfang entgegen dem Uhrzeigersinn bis zum Anschlag drehen. Dann stehen beim Verbindungsvorgang nach dem Anschnäbeln der Führungsnase mit der zugehörigen Nut auch die Bajonette passend zueinander.
Mit einer Hand wird an der Fahrzeugsteckdose die Abdeckklappe angehoben und mit der anderen der Stecker mit leichtem Druck sowie geringen hin- und herdrehen bewegt, bis die Führnungsnase am Stecker mit der Führungsnut in der Steckdose spürbar einrastet. Durch Drehen des Rastringes um eine Vierteldrehung in Uhrzeigersinn wird der Stecker durch die schraubenförmigen Bajonettnuten vollständig in die Steckdose gezogen, ohne dass der Stecker gegen das Fahrzeug gedrückt werden müsste.
Danach die Verschlusskappe loslassen. Durch das Absenken des hohlen Deckels fällt dieser federbelastet formschlüssig auf die am Stecker angespritzte, erhabene Ronde. Damit kann sich der Stecker-Rastring nicht mehr verdrehen und auch nicht selbsttätig lösen.
Zum Lösen des Steckers wird die Abdeckklappe ein Stück angehoben, der Stecker-Rastring eine Vierteldrehung gegen Uhrzeigersinn gedreht. Dabei wird der Stecker aus der Steckdose hinausgezogen. Nach Abnahme des Steckers die Verschlusskappe zufallen lassen.
Dieses Prinzip stellt sicher, dass der Stecker zum einen vollständig eingesteckt wird als auch der elektrische Kontakt hergestellt wird. Dabei werden Kontaktwiderstände verringert und gegebenenfalls vorhandene Oxidschichten auf den Steckkontaktpaaren abgeschabt. Das Gehäuse von Stecker und Steckdose besteht bei den meisten Ausführungen aus glasfaserverstärktem Kunststoff.

### Mechanische Ausführung der 7-poligen und Multicon-Steckverbinder

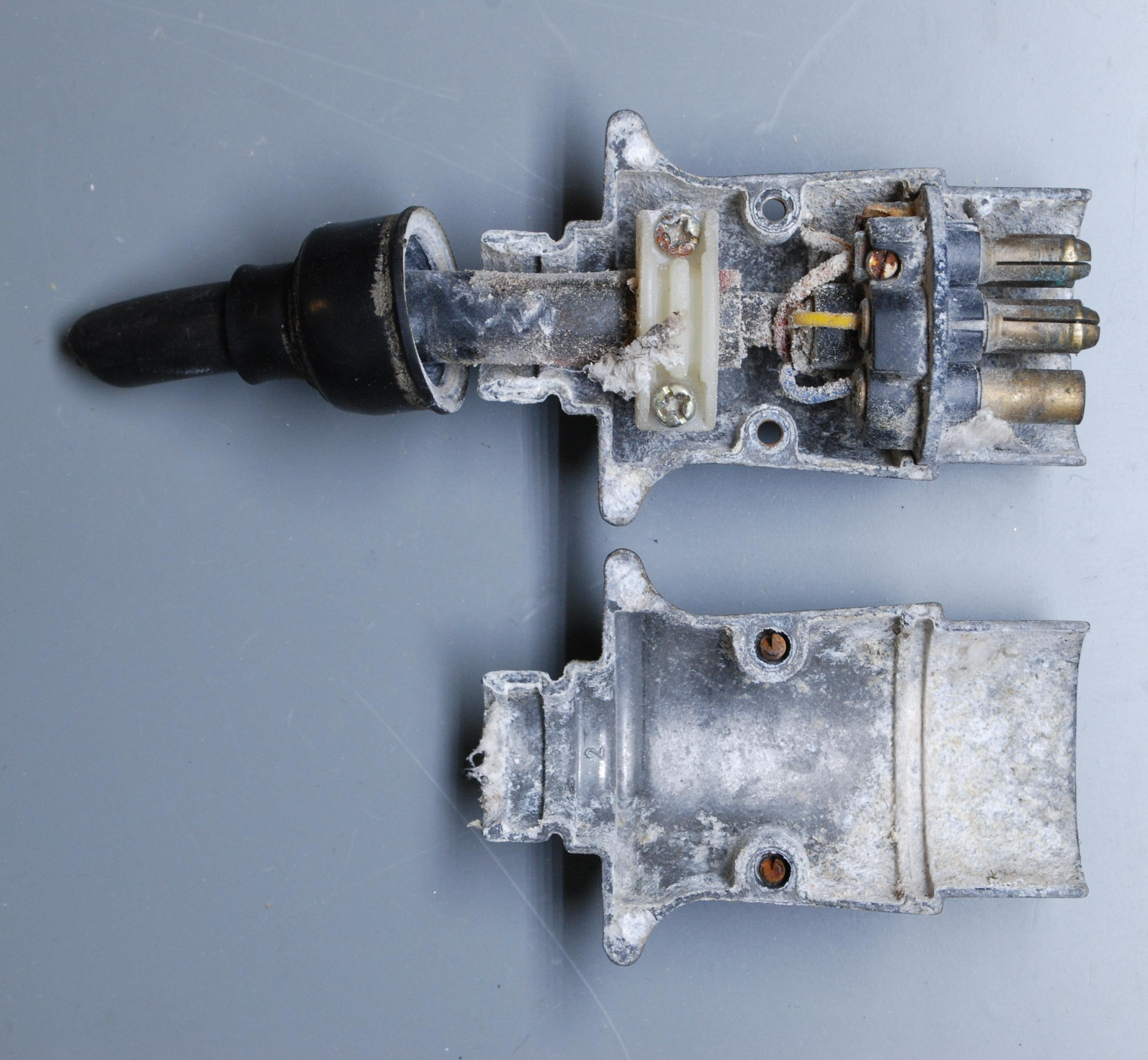
Ein korrodierter Anhängerstecker nach ISO 1724

Die 7-polige Steckverbindung nach ISO 1724 oder ISO 3732 sowie auch die 7+6-poligen Stecker nach dem niederländischen Standard Multicon werden durch Zug und Druck aus- und eingesteckt. Je nachdem, wie stramm die einzelnen Kontakte sitzen, müssen dabei große Druck- oder Zugkräfte aufgebracht werden. Wird nicht mit der anderen Hand gegengehalten, werden oft die Trägerbleche der Anhängersteckdosen verbogen. Als Sicherung gegen unbeabsichtigtes Lösen dient der Steckdosendeckel, dessen angeformte Zinken hinter den Stecker greifen.
Die Kontakte bestehen aus orthogonal geschlitzten Kontaktstiften, die in starren Hülsen eingeführt werden. Der für den sicheren Betrieb erforderliche Kontaktdruck wird durch radial wirkende Federwirkung der beim Einführen in die Hülse radial zusammengedrückten, geschlitzten Kontaktstifte erreicht. Durch Verschleiß und Fehlbedienung lässt die Federwirkung allerdings im Laufe der Zeit nach. Dies kann zusammen mit Oberflächenkorrosion zu unzulässig hohen Kontaktwiderständen führen, die zum Erwärmen und sogar zum Verschmoren der Kontakte führen kann, womit sie dauerhaft unbrauchbar werden. Mit einem in den Schlitze eingeführten Messer kann in Grenzen verloren gegangene Vorspannung wieder hergestellt werden. Das Gehäuse von Stecker und Steckdose besteht in der überwiegenden Anzahl aus glasfaserverstärktem Kunststoff, seltener aus Metalldruckguss oder Stahlblech. Nur die Kunststoffstecker sind Multicon-kompatibel, da die Metallgehäuse alle 6 zusätzlichen Außenkontakte miteinander kurzschließen würden.

### Anhängersteckdosen und Kontaktbelegung
Die Belegung der einzelnen Kontakte ist im Sinne der Austauschbarkeit durch Normen geregelt und lässt nachvollziehbar keinen Raum für andersartige Belegung. Die Belegung der Kontakte 1 bis 7 ist bei allen Steckervarianten identisch. Die Kabelfarben sind gemäß Richtlinie nach Möglichkeit einzuhalten. Das kann zur Folge haben, dass in Einzelfällen auch andere Farben oder andere Verwendung der vorhandenen Farben vorkommen können.
Für die StVO-konforme Ausführung genügt die Belegung von Kontakt 1 bis 8. Die weiteren Kontakte dienen überwiegend dem Komfort, beispielsweise in Wohnwagen. Die Komfortelektrik-Verbindungen sind bei werksneuen Zugfahrzeugen oder Nachrüstsätzen nicht immer belegt.
| Kontakt                                                                                   | 7-polige Steckverbindung ISO 1724, Normal-Steckverbinder Typ N | 7-polige Zusatzsteckverbinder nach ISO 3732, Zusatz-Steckverbinder Typ S | Stecksystem 7+6-polig 12 V nach NEN 6120 System Multicon, kompatibel mit 7-poligem Stecker Typ N. Die zusätzlichen kranzförmig angeordneten Kontakte 8 bis 13 sind beim System Multicon Feder entweder als federnde Zungen oder beim System WeSt (Welt Stecker) als Buchsenkontakte ausgeführt. Die seitlich frei liegenden Kontakte der WeST-Steckdose erlauben auch das Einstecken eines Multicon-Feder Steckers. | 13-polige Steckverbindung entsprechend ISO 11446 | Leiter-Querschnitt in mm²             | informative Kabelfarbe 7-polig                                      | informative Kabelfarbe 13-polig                                           |                                    |
| Bild                                                                                      | 12v Anhängersteckdose 7-polig                                  | Das Zusatzsystem unterscheidet sich durch weiße Gehäuse oder Kontakteinsätze und gegenüber der 7-poligen Steckverbindung nach ISO 1724 durch eine geänderte Kontaktanordnung Bild | , | 12v Anhängersteckdose 13-polig                   |                                       | Kontaktanordnung der 7-poligen Steckdose (in Steckrichtung gesehen) | Kontaktanordnung des Systems Jaeger (Buchse, Stecker ist spiegelbildlich) |                                    |
| Funktion                                                                                  | Kontaktnr.                                                     | | Kontaktnr. | Kontaktnr.                                       | empfohlener Leiter-Querschnitt in mm² | Kennfarbe                                                           | Kennfarbe                                                                 | Klemmen-Bezeichnung nach DIN 72552 |
| Fahrtrichtungsanzeiger links                                                              | 1                                                              | | 1 | 1                                                | 1,5                                   | gelb                                                                | gelb                                                                      | L                                  |
| seit 1. Januar 1991 Nebelschlussleuchte, vorher Dauerplus oder nicht belegt               | 2                                                              | | 2 | 2                                                | 1,5                                   | blau                                                                | blau                                                                      | NS oder 54g                        |
| Abschaltkontakt für Zugfahrzeug-Nebelschlussleuchte, ohne Stecker mit Kontakt 2 verbunden | (2a)                                                           | | (2a) | (2a)                                             | -                                     | -                                                                   | -                                                                         | -                                  |
| Masse der Kontakte 1, 2 und 4…8 1                                                         | 3                                                              | | 3 | 3                                                | ≥ 1,5                                 | weiß                                                                | weiß                                                                      | 31                                 |
| Fahrtrichtungsanzeiger rechts                                                             | 4                                                              | | 4 | 4                                                | 1,5                                   | grün                                                                | grün                                                                      | R                                  |
| Schlussleuchte rechts                                                                     | 5                                                              | | 5 | 5                                                | 1,5                                   | braun                                                               | braun                                                                     | 58R                                |
| Bremsleuchten                                                                             | 6                                                              | | 6 | 6                                                | 1,5                                   | rot                                                                 | rot                                                                       | 54                                 |
| Schlussleuchte links                                                                      | 7                                                              | | 7 | 7                                                | 1,5                                   | schwarz                                                             | schwarz                                                                   | 58L                                |
| Rückfahrleuchte                                                                           | -                                                              | 1 gelb | 8 | 8                                                | 1,5                                   |                                                                     | rosa                                                                      | RF oder ZR                         |
| Dauerspannung +                                                                           | -                                                              | 4 grün | 9 | 9                                                | 2,5                                   |                                                                     | orange                                                                    | 30L                                |
| Ladeleitung für evtl. vorhandene eigene Batterie im Anhänger                              | -                                                              | 6 rot | 10 | 10                                               | 2,5                                   |                                                                     | grau                                                                      | 30g oder 15                        |
| Seit 2004: Masse für Kontakt 10, vorher: frei 1                                           | -                                                              | 7 schwarz | 11 | 11                                               | 2,5                                   |                                                                     | schwarz-weiß                                                              | (31)                               |
| Seit 2004: reserviert, vorher: Anhänger-Erkennung (mit Kontakt 3)                         | –                                                              | – | 12 | 12                                               | ≥ 0,75                                |                                                                     | –                                                                         |                                    |
| seit 2004: Masse nur für Kontakt 9, vorher: Masse für Kontakte 9 und 10 1                 | –                                                              | 3 weiß | 13 | 13                                               | 2,5                                   |                                                                     | weiß-rot                                                                  | 31                                 |
| 1 Die Masseleitungen dürfen anhängerseitig elektrisch nicht miteinander verbunden werden. |                                                                | | |                                                  |                                       |                                                                     |                                                                           |                                    |

Der Dauerspannungsanschluss (9) kann die Batterie des Zugfahrzeuges durch im Hänger befindliche Verbraucher soweit entladen, dass ein Starten des Motors nicht mehr möglich ist.
Anders der Ladeleitung genannte weitere Anschluss (10), er führt nur Spannung, wenn die Lichtmaschine des Zugfahrzeugs Strom liefert. Üblich ist hierzu ein mit der Zündung gekoppeltes Relais. Auch der Ladekontrollanschluss der Lichtmaschine oder der Öldruckschalter ist zum Anschluss eines solchen Trennrelais geeignet.

### Anhängererkennung
Eine Anhängererkennung ist nicht vorgeschrieben und kann bei den zulässigen, universell ausgelegten Elektrosätzen mit dann zwingend auszutauschendem Blinkrelais und zusätzlicher C2-Blinkerkontrolllampe im Armaturenbrett auch nicht realisiert werden.
Bis 2004 wurde der Kontakt 12 im Anhänger gegen Masse (Klemme 3) gebrückt, so dass im Zugfahrzeug die erfolgte elektrische Verbindung des Anhängers detektiert werden konnte. Tatsächlich wurde diese Erkennung nur durch sehr wenige Anhängersteuergeräte ausgewertet. Auch aus diesem Grunde ist seit 2004 mit der ISO 11446:2004 Kontakt 12 nicht mehr verwendbar. Er ist freizuhalten für zukünftige Anwendungen.
Hauptsächlich aus Komfortgründen wird vom Hersteller von Zugfahrzeugen oftmals eine Anhängererkennung ausgeführt, das Signal kann z. B. die Schaltpunkte von Automatikgetrieben und Fahrwerke adaptieren. Aktuelle Fahrzeuge verfügen daher über Techniken, die einen Anhänger mit Hilfe des angesteckten Steckers erkennen. Üblich sind diese Methoden:
- in der Steckdose befindet sich ein Schalter, der die Leitung der Nebelschlussleuchte im Zugfahrzeug abschaltet. Diese Methode ist wegen der Einfachheit und der Nachvollziehbarkeit zu bevorzugen. Nachteil: Ein 13-auf-7-pol-Adapter wird bereits als angesteckter Anhänger erkannt.
- das Anhänger-Steuergerät ist mit dem CAN-Bus des Zugfahrzeugs verbundenen. Das Steuergerät prüft mit Einschalten der Zündung elektrisch auf eine angeschlossene Anhängerelektrik. Dazu wird in regelmäßigen Abständen ein kurzer Stromimpuls auf die Leitungen gelegt. Vorhandene Glühlampen dämpfen durch deren charakteristischen Kalt-Widerstand das Signal stark. Sind Blinker, Rückfahrlichter und Nebelschlussleuchte sowie weißes Rückfahrlicht an der Steckdose angeschlossen, meldet das Anhänger-Steuergerät über den CAN-Bus den Anhängerbetrieb. Dadurch können beispielsweise Fahrdynamikeigenschaften oder Getriebeschaltpunkte beeinflusst werden, zum anderen auch ausgefallene Lampen. Nachteilig ist, dass auf Glühlampen abgestimmte Anhänger-Steuergeräte mit LEDs wegen der vergleichsweise geringen Leistung und des fehlenden positiven Temperaturkoeffizienten oftmals Fehlermeldungen verursachen.

Es können dann parallel geschaltete Widerstände mit ausreichender Verlustleistung installiert werden. Nachteilig ist, dass ausgefallene LEDs nicht mehr erkannt werden.

### Nebelschlussleuchtenabschaltung am Zugfahrzeug
Bei Anschluss eines Anhängersteckers darf die zugfahrzeugseitige Nebelschlussleuchte abgeschaltet werden. Die Abschaltung ist aber nur dann zulässig, wenn die jeweilige Ab- bzw. Wiedereinschaltung selbsttätig durch Aufstecken bzw. Abziehen des Steckers für die Anhängerbeleuchtung erfolgt.
Je nach Ausführung der Elektrik sind verschiedene Verfahren möglich.
1. Durch einen Schalter in der Anhängersteckdose wird beim Einstecken eines Steckers in die Dose die Zufuhr zur zugfahrzeugseitigen Nebelschlussleuchte unterbrochen. Der entsprechende Kontakt an der Dose ist meistens mit 2a oder 2b bezeichnet.
2. Ein Abschaltrelais, das bei entsprechendem Stromfluss über Kontakt 2 (Nebelschlussleuchte) der Anhängersteckdose anzieht, unterbricht mit einem Öffnerkontakt die Stromzufuhr zur Nebelschlussleuchte am Zugfahrzeug.
3. einige handelsübliche Anhängersteuergeräte erkennen mittels Lampenwiderstandsprüfung das Vorhandensein eines Anhängers und deaktivieren so die Nebelschlussleuchte am Zugfahrzeug.

Jede Variante kann unfreiwillig fehlerhaft bedient werden.
Verbleibt z. B. ein Adapter von 13-auf-7-polig bei Nichtgebrauch in der Dose, wird nach Variante 1 die Nebelschlussleuchte auch ohne vorhandenen Anhänger deaktiviert. Nach den rechtlich verbindlichen Einbauanleitungen muss jeder Adapter bei Nichtgebrauch entfernt werden. Der Einbauer hat den Kunden dahingehend zu unterweisen.
Bei Variante 2 und 3 besteht bei Anhänger mit Nebelschlussleuchte in nicht zweckmäßig ausgeführter LED-Technik die Möglichkeit, dass die Nebelschlussleuchte am Zugwagen nicht abgeschaltet wird.

### Adapter

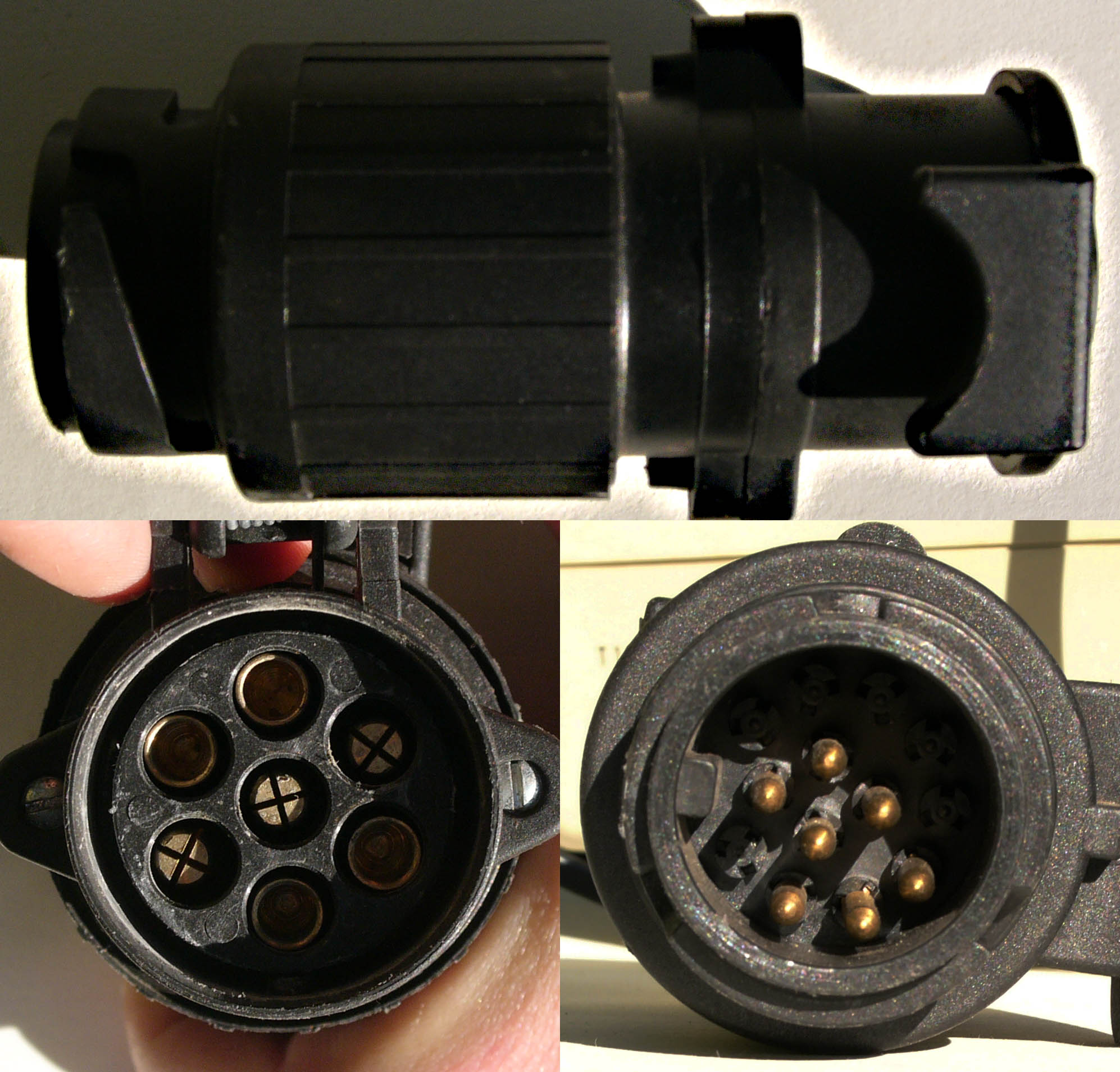
13- auf 7-Pol-Adapter

Zur Verwendung von siebenpoligen Steckern an dreizehnpoligen Steckverbindungen sind Adapter handelsüblich. Es ist ausreichend, die bei beiden Steckersystemen identisch belegten Kontakte 1 bis 7 durchzuverbinden.
Adapter ohne Zwischenkabel, bei denen die Bajonetthülse der dreizehnpoligen Steckverbindung und das Deckelscharnier des siebenpoligen Stecker miteinander verbunden sind, werden auch „Kurzadapter“ genannt.
Obwohl seit 2004 nicht mehr in der aktuellen Norm beschrieben, kann im 13-poligen Stecker bzw. Adapter auf 7-polige Buchse der Anhänger-Erkennungskontakt Nr. 12 mit dem Massekontakt Nr. 3 verbunden sein.
Damit soll erreicht werden, den am Zugfahrzeug verbauten Abstandswarner beim Rückwärtsfahren und das Nebelschusslicht zu deaktivieren.
Weiterhin muss bei der Verwendung eines Adapters von 7-poligem Anschluss am Zugfahrzeug auf 13-poligen Anschluss am Anhänger die Zulässigkeit beachtet werden. Durch die Verwendung des Adapters können die Anschlüsse für die Rückfahrscheinwerfer des Anhängers nicht bereitgestellt werden, was seit dem 1. Januar 2011 nach europäischem Recht nur noch für Anhänger, die vorher erstzugelassen wurden (Bestandschutz) oder für solche bis 750 kg zulässigem Gesamtgewicht zulässig ist.
Das Rückfahrlicht muss für alle Anhänger, bei denen ein Rückfahrlicht funktionsfähig installiert wurde, auch funktionieren. Das gilt dann, wenn eine 13-polige Anhängersteckvorrichtung vorhanden ist und ab Werk das Rückfahrlicht elektrisch angeschlossen wurde.

### Elektrosätze
Nach wie vor können an Zugfahrzeugen mit klassischer Verkabelung der Rückleuchten des Zugfahrzeuges über die Anhängersteckdosen parallel angeschlossen werden.
Mit Einführung der elektronischen Bussteuerung wie CAN-Bus oder Ethernet können die Rückleuchten des Zugfahrzeugs auch über einen Datenbus ausgelöst werden. Dazu befindet sich im Heck ein Steuergerät, das neben der Stromversorgung nur noch über so genannte Busleitungen verfügt. Diese übertragen mit festgelegten Protokoll bitseriell Datenpakete über zwei miteinander verdrillte Leitungen. Das Steuergerät versorgt die Leuchten direkt. Diese elektronische Ansteuerung kann auch den Stromfluss durch die Glühlampen ermitteln; der Controller meldet Fehler bei Abweichungen über die Busleitung zurück an das betreffende, ebenso am der Busleitung angeschlossene  Steuer- und/oder Anzeigegerät.
Mit solchen Einrichtungen ist die Parallelschaltung der Leuchten des Anhängers nicht länger möglich. Neben auf die Elektronik des Fahrzeugs abgestimmten Elektrosätzen existieren auch Universelle. Diese lesen nicht die Bussignale und steuern die Signale der Anhängerdose, sie tasten die Spannung auf den Lampen der Rückleuchten und schalten die Rückleuchten des Anhängers danach. Dazu ist eine Spannungsversorgung dieser Module ebenfalls notwendig. Nur die Blinker werden überwacht und auf eine Kontrolllampe, die sichtbar für den Fahrer montiert werden muss. Diese Lampe ersetzt die Funktion des Anschlusses C2 konventioneller Blinkgeber. Ein solcher Universalelektrosatz kann auch bei konventioneller Beschaltung verbaut werden, ist aber nicht erforderlich, wenn die vorgeschriebene Funktion C2 (Anhängerüberwachung der Blinkleuchten) anderweitig sichergestellt ist.

## LKW, Zugmaschinen
Üblich sind für Lastkraftwagen oder Zugmaschinen Steckverbinder, die 24 Volt Nennspannung führen.
- ISO 1185: Steckvorrichtungen für die elektrische Verbindung von Zugfahrzeugen und Anhängefahrzeugen – 7-polige Steckvorrichtung Typ 24 N (normal) für Fahrzeuge mit 24 V Nennspannung
- die weißen, 7-poligen Anhängerstecker nach ISO 3731: Steckvorrichtungen für die elektrische Verbindung von Zugfahrzeugen und Anhängefahrzeugen – 7-polige Steckvorrichtungen Typ 24 S (zusätzlich) für Fahrzeuge mit 24 V Nennspannung
- die ISO 7638, welche die Steckvorrichtungen für Bremssysteme und Bremsausrüstung von Fahrzeugen mit 24 V Nennspannung beschreibt.
- ISO 11992: Austausch von digitalen Informationen über elektrische Verbindungen zwischen Zugfahrzeugen und Anhängerfahrzeugen
- ISO 12098: Steckvorrichtungen für die elektrische Verbindung von Zugfahrzeugen und Anhängefahrzeugen – 15-polige Steckvorrichtung für Fahrzeuge mit 24 V Nennspannung

Bei Lastkraftwagen oder Zugmaschinen können mehrere Steckerarten parallel oder auch Ausführungen für 24 Volt oder 12 Volt vorhanden sein. Die Ausführungen für 12 Volt entsprechen dabei denen der PKW.